# وکیل مدافع (فیلم ۲۰۱۳)
وکیل مدافع (انگلیسی: The Attorney) فیلمی در ژانر درام است که در سال ۲۰۱۳ منتشر شد. از بازیگران آن می‌توان به سونگ کانگ-هو، کیم یونگ آئه، و کواک دو-وان اشاره کرد.